# Atletismo nos Jogos Olímpicos de Verão de 2024 - 3000 m com obstáculos feminino
A prova dos 3000 m com obstáculos feminino do atletismo nos Jogos Olímpicos de Verão de 2024 ocorreu em 4 e 6 de agosto de 2024 no Stade de France, em Paris. Um total de 36 atletas de 21 Comitês Olímpicos Nacionais (CON) participaram do evento.

## Qualificação
Cada Comitê Olímpico Nacional (CON) poderia inscrever no máximo três atletas qualificadas em cada evento individual. Para os 3000 metros com obstáculos feminino, o período de qualificação foi entre 1 de julho de 2023 a 30 de junho de 2024.

## Formato
O evento continua a usar o formato de duas fases (primeira rodada e final). São três baterias iniciais, com as cinco primeiras colocadas em cada uma avançando para a final.

## Calendário
Horário local (UTC+2)
| Data                | Horário | Fase            |
| ------------------- | ------- | --------------- |
| 4 de agosto de 2024 | 10:05   | Primeira rodada |
| 6 de agosto de 2024 | 21:10   | Final           |

## Medalhistas
| Ouro   | BRN Winfred Yavi    |
| Prata  | UGA Peruth Chemutai |
| Bronze | KEN Faith Cherotich |

## Recordes
Antes desta competição, os recordes mundiais e olímpicos da prova eram os seguintes:
| Tipo | Atleta                   | Tempo (m) | Local  | Data                 |
| ---- | ------------------------ | --------- | ------ | -------------------- |
|      | Beatrice Chepkoech       | 8:44.32   | Mônaco | 20 de julho de 2018  |
|      | Gulnara Samitova-Galkina | 8:58.81   | Pequim | 17 de agosto de 2008 |

## Resultados

### Primeira rodada
As cinco primeiras de cada bateria (Q) avançam à final.

#### Bateria 1
| Pos. | Atleta                | CON                | Tempo   | Notas                |
| ---- | --------------------- | ------------------ | ------- | -------------------- |
| 1    | Peruth Chemutai       | UGA Uganda         | 9:10.51 | Q                    |
| 2    | Faith Cherotich       | KEN Quênia         | 9:10.57 | Q                    |
| 3    | Gesa Felicitas Krause | GER Alemanha       | 9:10.68 | Q,                   |
| 4    | Courtney Wayment      | USA Estados Unidos | 9:10.72 | Q                    |
| 5    | Lomi Muleta           | ETH Etiópia        | 9:10.73 | Q,                   |
| 6    | Marwa Bouzayani       | TUN Tunísia        | 9:10.91 | Recorde pessoal      |
| 7    | Carolina Robles       | ESP Espanha        | 9:22.48 |                      |
| 8    | Parul Chaudhary       | IND Índia          | 9:23.39 | Recorde da temporada |
| 9    | Aneta Konieczek       | POL Polônia        | 9:24.43 | Recorde pessoal      |
| 10   | Daisy Jepkemei        | KAZ Cazaquistão    | 9:24.69 |                      |
| 11   | Aimee Pratt           | GBR Grã-Bretanha   | 9:27.26 | Recorde da temporada |
| 12   | Regan Yee             | CAN Canadá         | 9:27.81 |                      |

#### Bateria 2

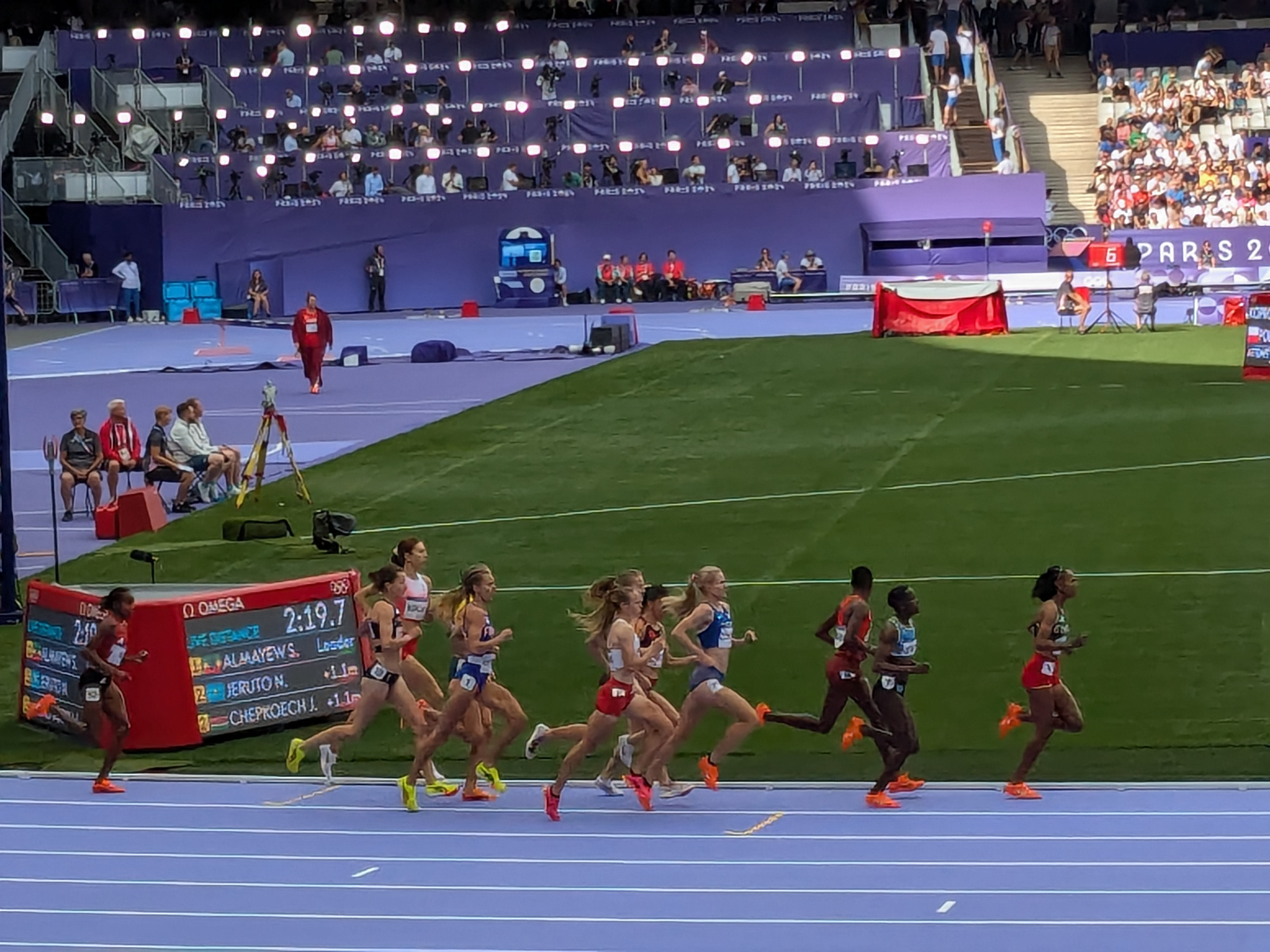
Atletas durante a segunda bateria

| Pos. | Atleta             | CON                | Tempo   | Notas                |
| ---- | ------------------ | ------------------ | ------- | -------------------- |
| 1    | Winfred Yavi       | BRN Bahrein        | 9:15.11 | Q                    |
| 2    | Sembo Almayew      | ETH Etiópia        | 9:15.42 | Q                    |
| 3    | Valerie Constien   | USA Estados Unidos | 9:16.33 | Q                    |
| 4    | Elizabeth Bird     | GBR Grã-Bretanha   | 9:16.46 | Q                    |
| 5    | Norah Jeruto       | KAZ Cazaquistão    | 9:16.46 | Q,                   |
| 6    | Olivia Gürth       | GER Alemanha       | 9:16.47 | Recorde pessoal      |
| 7    | Ceili McCabe       | CAN Canadá         | 9:20.71 |                      |
| 8    | Kinga Królik       | POL Polônia        | 9:26.61 | Recorde pessoal      |
| 9    | Luiza Gega         | ALB Albânia        | 9:27.41 |                      |
| 10   | Flavie Renouard    | FRA França         | 9:27.70 | Recorde da temporada |
| 11   | Cara Feain-Ryan    | AUS Austrália      | 9:28.72 | Recorde pessoal      |
| 12   | Jackline Chepkoech | KEN Quênia         | 9:35.56 |                      |

#### Bateria 3
| Pos. | Atleta                  | CON                | Tempo   | Notas                |
| ---- | ----------------------- | ------------------ | ------- | -------------------- |
| 1    | Beatrice Chepkoech      | KEN Quênia         | 9:13.56 | Q                    |
| 2    | Alice Finot             | FRA França         | 9:14.78 | Q                    |
| 3    | Lea Meyer               | GER Alemanha       | 9:14.85 | Q,                   |
| 4    | Alicja Konieczek        | POL Polônia        | 9:16.51 | Q,                   |
| 5    | Irene Sánchez-Escribano | ESP Espanha        | 9:17.39 | Q,                   |
| 6    | Ilona Mononen           | FIN Finlândia      | 9:22.77 | Recorde nacional     |
| 7    | Marisa Howard           | USA Estados Unidos | 9:24.78 |                      |
| 8    | Stella Rutto            | ROU Romênia        | 9:31.23 |                      |
| 9    | Amy Cashin              | AUS Austrália      | 9:32.93 |                      |
| 10   | Tatiane Raquel da Silva | BRA Brasil         | 9:33.96 | Recorde da temporada |
| 11   | Belén Casetta           | ARG Argentina      | 9:34.78 |                      |
| 12   | Xu Shuangshuang         | CHN China          | 9:43.50 |                      |

### Final
As atletas que cruzarem a linha de chegada nos menores tempos conquistam as medalhas.
| Pos.              | Atleta                  | CON                | Tempo   | Notas                |
| ----------------- | ----------------------- | ------------------ | ------- | -------------------- |
| Medalha de ouro   | Winfred Yavi            | BHR Bahrein        | 8:52.76 | ,                    |
| Medalha de prata  | Peruth Chemutai         | UGA Uganda         | 8:53.34 | Recorde nacional     |
| Medalha de bronze | Faith Cherotich         | KEN Quênia         | 8:55.15 | Recorde pessoal      |
| 4                 | Alice Finot             | FRA França         | 8:58.67 | Recorde europeu      |
| 5                 | Sembo Almayew           | ETH Etiópia        | 9:00.83 | Recorde da temporada |
| 6                 | Beatrice Chepkoech      | KEN Quênia         | 9:04.24 |                      |
| 7                 | Elizabeth Bird          | GBR Grã-Bretanha   | 9:04.35 | Recorde nacional     |
| 8                 | Lomi Muleta             | ETH Etiópia        | 9:06.07 | Recorde pessoal      |
| 9                 | Norah Jeruto            | KAZ Cazaquistão    | 9:08.97 | Recorde da temporada |
| 10                | Lea Meyer               | GER Alemanha       | 9:09.59 | Recorde pessoal      |
| 11                | Irene Sánchez-Escribano | ESP Espanha        | 9:10.43 | Recorde pessoal      |
| 12                | Courtney Wayment        | USA Estados Unidos | 9:13.60 |                      |
| 13                | Alicja Konieczek        | POL Polônia        | 9:21.31 |                      |
| 14                | Gesa Felicitas Krause   | GER Alemanha       | 9:26.96 |                      |
| 15                | Valerie Constien        | USA Estados Unidos | 9:34.08 |                      |

Legenda
| Recorde mundial      | Recorde mundial (World record)               |                       | Recorde africano                      | Recorde africano (African) |                                           | Q | Classificado por posição (Qualified) |
| Recorde olímpico     | Recorde olímpico (Olympic record)            | Recorde da América    | Recorde da América (Americas)         | q                          | Classificado por melhor tempo (Qualified) |   |                                      |
| Melhor marca do ano  | Melhor marca do ano (World leading)          | Recorde asiático      | Recorde asiático (Asian)              | DNS                        | Não largou (Did not start)                |   |                                      |
| Recorde nacional     | Recorde nacional (National record)           | Recorde europeu       | Recorde europeu (European)            | DNF                        | Não terminou (Did not finish)             |   |                                      |
| Recorde pessoal      | Recorde pessoal do atleta (Personal best)    | Recorde da Oceania    | Recorde da Oceania (Oceania)          | DSQ / DQ                   | Desclassificado (Disqualified)            |   |                                      |
| Recorde da temporada | Recorde da temporada do atleta (Season best) | Recorde sul-americano | Recorde sul-americano (South America) | NM                         | Sem marca (No mark)                       |   |                                      |